# Ska
Ska je zvrst glasbe, ki izvira iz Jamajke in, ki tradicionalne elemente menta in kalipsa združuje z jazzom ter rhythm & bluesom. Nastala je v petdesetih letih 20. stoletja; iz nje pa izvirajo tudi druge glasbene zvrsti, kot so reggae in rocksteady.
Iz Jamajke se je z jamajškimi izseljenci najprej razširila v Združeno kraljestvo, kjer je postala izjemno priljubljena med delavskim razredom. Tako so jo kmalu »posvojili« angleški skinheadi, tam pa je tudi najbolj napredovala in se razvijala. Glasbeni zgodovinarji ločijo tri obdobja oziroma »valove« te glasbe.

## Prvi val
Kmalu po drugi svetovni vojni se je na Jamajki začela pojavljati potreba po bolj modernih oblikah glasbe. Širjenje radijske mreže v ZDA je doseglo tudi ta karibski otok, ki je obnorel ob zvokih ritem in bluesa, jazza in ostalih sodobnih zvrsti. Potrebo po novi glasbi je izkoristilo nekaj lokalnih glasbenikov, ki so združili tradicijo s sodobnostjo in ustvarili novo glasbo, ki je kmalu postala novi simbol otoka.
Glasba je dobila onomatopoijsko ime ska, poznana pa je bila tudi kot Blue Beat po izjemno uspešni založniški hiši, ki je izdajala večino prvih ska albumov. Glasniki te nove glasbe so postali Prince Buster, Byron Lee & the Dragonaires, Desmond Dekker, The Skatalites in drugi. Oni so tudi zaslužni, da se je ska v šestdesetih letih 20. stoletja razširil najprej v ZDA, kasneje pa še v Veliko Britanijo, kjer se je začel drugi val.

## Drugi val
Tudi drugi val je dobil ime po založniški hiši. V Veliki Britaniji je namreč za razvoj ska glasbe v največji meri skrbela založniška hiša 2Tone Records, njen zaščitni znak, šahovnica (dva barvna tona), pa je postala tudi novi zaščitni znak oboževalcev 2Tone zvrsti ska glasbe. Oboževalci te glasbene zvrsti se imenujejo Rude-boy ali Rude-Girl (nevzgojeni fantje in dekleta). To obdobje (sedemdeseta leta 20. stoletja) je tudi najbolj plodno in je »rodilo« največ legendarnih glasbenih skupin, ki so dosegale neverjetno priljubljenost pri vseh slojih družbe. Najvidnejši predstavniki so Madness, Bad Manners, The Selecter, The Specials in drugi. Priljubljenost te glasbe je trajala vse do začetka devetdesetih let 20. stoletja, ko začne tovrstni stil zamirati.

## Tretji val
Tretji val se razvije nekako v »undergroundu«. V ska se začnejo mešati elementi punka, rocka in vseh ostalih zvrsti glasbe, težišče razvoja pa se prenese z Otoka v ZDA, točneje v New York. Tovrstno glasbo »posvojijo« motoristične skupine, gibanje skinheadov in ostale deviantne skupine, zato glasba danes uživa neupravičen »sloves« nasilne in nestrpne glasbe, kar pa drži le za majhen del tovrstne glasbe, ki jo izvajajo nekatere neonacistične skupine po Evropi in ZDA. 
Mnogi bendi so sicer ostali zvesti izročilom njihovih predhodnikov, vendar so ska tudi malce posodobili. Za tretji val je značilen predvsem hitrejši ritem in opuščanje trobil ter saksofona. Glavni predstavniki so The Toasters, za katere mnogi pravijo, da so sprožili tretji val,The Pietasters,The Gadjits,The Scofflaws idr.
Drugi bendi pa so začutili potrebo po vračanju h koreninam. To smer, ki se je začela v devetdesetih, imenujemo neo-trad ska. Glavni med njimi so Hepcat, The Slackers, Stubborn All-Stars, Skandalous All-Stars, Dave Hillyard And The Rocksteady Seven, Westbound Train idr.
Poleg tega pa so se pojavil tako imenovani ska-jazz bendi. Gre za tradicionalnem skaju podobno glasbo, v kateri so dobrodošle improvizacije in nimajo stalnega vokala. Glavni predstavniki so New York Ska-Jazz Ensemble, Eastern Standard Time, Rotterdam Ska-Jazz Foundation idr.
Kot že omenjeno so mnogi glasbeniki začeli mešati elemente popa, punka, rocka že v osemdesetih (npr. The Clash), najbolj pa v devetdesetih. Predvsem ti so povsem zasenčili »prave« ska bende in postali zelo popularni.Eni so mešali punk in ska. Prvi ska-punk/ska-core bendi so bili: Operation Ivy, The Mighty Mighty Boss Tones, sledijo pa jim skupine kot Mad Caddies, Voodoo Glow Skulls, Catch 22,MU330 pa tudi Rancid, ki sicer veljajo za punk skupino. Drugi so mešali ska in pop-rock. Ti bendi so brez dvoma najbolj popularni. To so No Doubt, Reel Big Fish, Save Ferris idr.

## Seznam skupin in izvajalcev ska glasbe

### Skupine in solo izvajalci prvega vala
- Byron Lee & the Dragonaires
- Clement Seymour »Sir Coxsone« Dodd
- Desmond Dekker
- Duke Reid
- Eric »Monty« Morris
- Ernest Ranglin
- The Ethiopians
- Justin Hinds
- Laurel Aitken
- The Melodians
- Prince Buster
- Rico Rodriguez
- The Skatalites
- Toots and the Maytals
- The Wailers
- The Kingstonians
- Derrick Morgan
- Baba Brooks
- Lord Tanamo
- Don Drummond
- Lee Perry
- The Spanishtonians
- The Paragons
- The Pioneers
- Harry J Allstars
- Symarip
- Jazz Jamaica

### Skupine  drugega vala
- The Specials
- The (English) Beat
- Madness
- Judge Dread
- The Selecter
- Bad Manners
- The Bodysnatchers
- The Special AKA

### Skupine  tretjega vala
- The Allstonians
- The Aquabats
- Bim Skala Bim
- Big D and the Kids Table
- Buck-O-Nine
- Catch 22
- Choking Victim
- Dance Hall Crashers
- Fishbone
- Hepcat
- Kevin Goes 2 College
- King Django
- Let's Go Bowling
- Leftöver Crack
- Less Than Jake
- Link 80
- Mephiskapheles
- The Mighty Mighty Bosstones
- Mustard Plug
- New Riot
- Operation Ivy
- The Pietasters
- The Planet Smashers
- Reel Big Fish
- The Scofflaws
- Ska-p
- Skankin' Pickle
- The Slackers
- Streetlight Manifesto
- Stubborn All-Stars
- Sublime
- The Suicide Machines
- The Toasters
- Tokyo Ska Paradise Orchestra
- Voodoo Glow Skulls
- Los Nipples
- Mad Caddies